# ناصر الدين عبد الملك
ناصر الدين جنبلاط عبد الملك (1820 - 28 يناير 1894) سياسي لبناني في القرن التاسع عشر ومن مشايخ آل عبد الملك حكام منطقة الجرد. ولد في بلدة بتاتر وتلقى علوم عصره، وكان وجيهاً في قومه ومنطقته. مدير لمقاطعة الجرد الأعلى 1861، عضو مجلس الإدارة متصرفية جبل لبنان 1893. 

## سيرته
ولد ناصر الدين (أو نصر الدين) بن جنبلاط بن كليب عبد الملك سنة 1820 في بلدة بتاتر بقضاء عاليه، وتلقى علوم عصره، وكان وجيهاً في قومه ومنطقته.

انتخب عضواً لمجلس الإدارة سنة 1893 عن قائمقامية الشوف في متصرفية نعوم باشا لكنه توفي في 28 كانون الثاني 1894 بعد أشهر قليلة من انتخابه، فحل مكانه حمد حمادة.

## حياته الشخصية
تأهل من صالحة عبد الملك ولهما فؤاد (1878 - 1954) سياسي الذي انتخب عضواً في مجلس إدارة متصرفية جبل لبنان 1905 بعد فوزه بـ 60 صوتاً على منافسه حمد حمادة.